# Zyta Czechowska

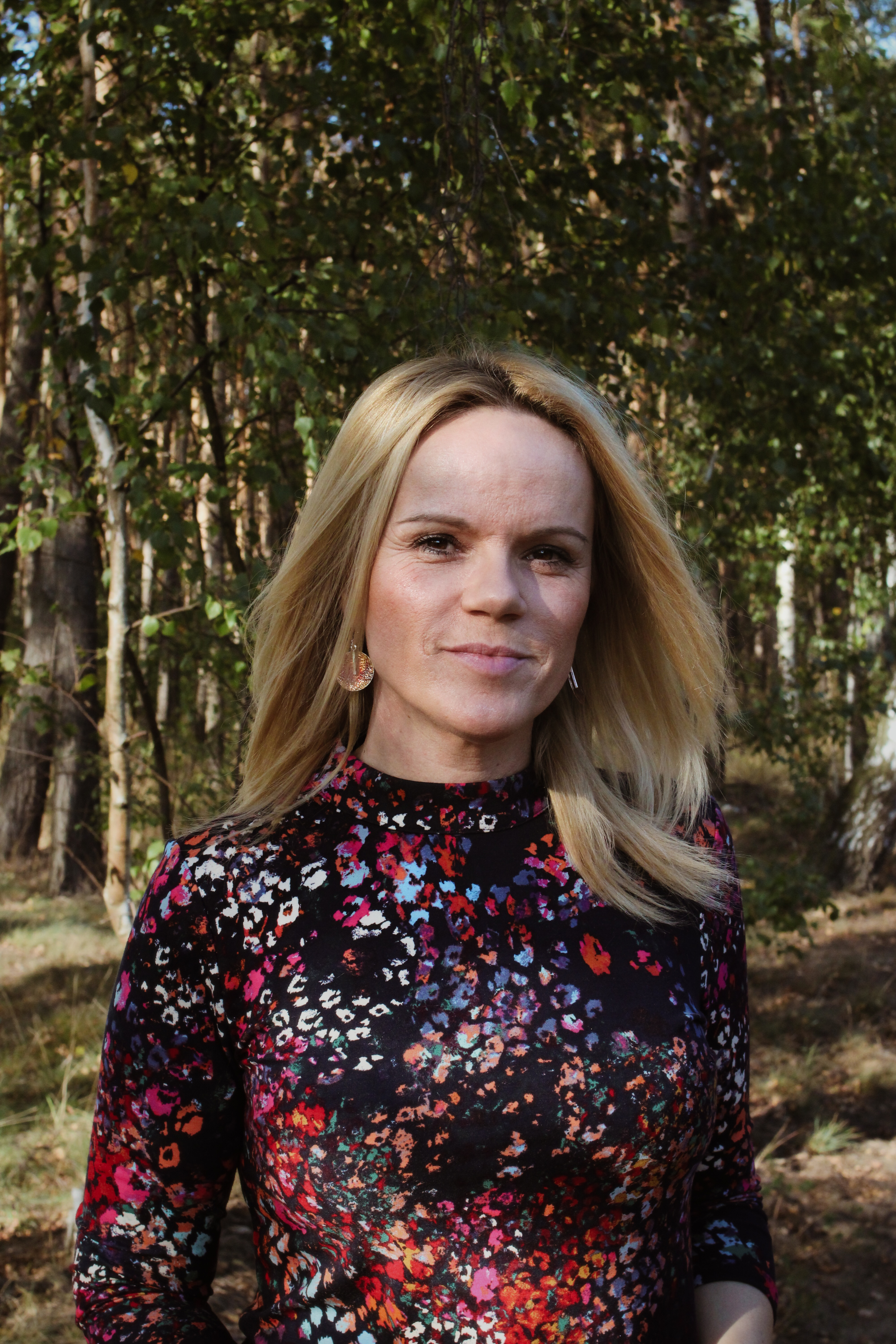
Zyta Czechowska rok 2019

Zyta Czechowska – polska nauczycielka, pedagożka specjalna, wykładowczyni akademicka. Nagrodzona tytułem Nauczyciela Roku 2019 w konkursie organizowanym przez "Głos Nauczycielski".
Absolwentka Uniwersytetu im. Adama Mickiewicza na kierunku pedagogika specjalna.
Pierwszą pracę w szkole specjalnej zaczęła już po maturze, by zdobyć pieniądze na studia. Obecnie uczy w Zespole Szkół Specjalnych w wielkopolskim Kowanówku. Na co dzień pracuje z dziećmi wymagającymi wyjątkowej uwagi i zaangażowania – niepełnosprawnymi intelektualnie w stopniu lekkim, umiarkowanym, znacznym i głębokim oraz z uczniami z niepełnosprawnościami sprzężonymi.
Dużo uwagi poświęca temu, by jej uczniowie też czuli, że są obywatelami zjednoczonej Europy. Z myślą o nich powstał projekt "Niepełnosprawni są też Europejczykami". Sama była laureatką konkursu na scenariusz lekcji europejskiej, zorganizowanego w 2017 r. przez Przedstawicielstwo Komisji Europejskiej w Polsce.
Jest współautorką projektu sieci współpracy nauczycieli „ Czas TIKa”, jest trenerką programu "Mistrzowie Kodowania" w zakresie programowania. Należy do społeczności Superbelfrzy RP. 
W 2017 r. otrzymała Nagrodę Ministra Edukacji Narodowej za szczególne osiągnięcia edukacyjne i wychowawcze. 
Wykłada na studiach podyplomowych dla nauczycieli z zakresu oligofrenopedagogiki oraz autyzmu w Wyższej Szkole Komunikowania, Politologii i Stosunków Międzynarodowych w Warszawie, Instytucie Studiów Podyplomowych w Warszawie oraz wydziałach zamiejscowych Wyższej Szkoły Pedagogicznej w Łodzi.
Jest współautorką (wraz z Jolantą Majkowską) bloga specjalni.pl.